# Fatima Mernissi
Fatima ou Fatema Mernissi, en arabe : فاطمة مرنيسي, née en 1940 à Fès et morte le 30 novembre 2015 à Rabat, est une universitaire, sociologue et féministe marocaine. 
Elle consacre sa vie à la réflexion, au débat d’idées et à la production académique, s'attelant à observer la complexité des rapports entre les hommes et les femmes dans le monde arabe. Au discours victimaire, elle préfère celui qui met la lumière sur la capacité des femmes à négocier leur place au sein de la société.

## Biographie
Fatima Mernissi naît à Fès, au Maroc, en 1940. Elle grandit entourée des femmes de sa famille dans ce qu'elle nomme « un harem domestique »,. Elle étudie dans l'une des premières écoles privées mixtes du Maroc et poursuit des études de droit à Rabat. En France, elle décroche une bourse à la Sorbonne et obtient aux États-Unis, en 1974, un doctorat de sociologie à l’université américaine de Brandeis.   
Elle rédige une thèse intitulée The effects of modernization on the male-female dynamics in a Muslim society : Morocco, qui est publiée en 1975 sous le titre Beyond the veil: male-female dynamics in modern Muslim society ; elle s’impose rapidement aux États-Unis comme un classique des cultural studies : « les profondes entraves à la liberté des femmes dans les pays dits “islamiques” ne trouvent pas tant leur origine dans les sources scripturaires que dans des formes de contrôle théorisées dans un second temps de l’islam, notamment sous la dynastie des Omeyyades ».  
Dès les années 1980, elle enseigne la sociologie à l'université Mohammed-V de Rabat; elle y côtoie les principales figures de l’avant-garde intellectuelle, dont Abdelkébir Khatibi qui la présente au poète Mohammed Bennis. 
Dans son troisième livre – Le harem politique – Fatima Mernissi, également connue sous le pseudonyme Fatna Aït Sabbah, s'interroge sur la place des femmes musulmanes dans le monde et la question de leur exclusion des sphères publiques et politiques ; le livre est interdit au Maroc et des islamistes marocains ou certains oulémas se font remarquer, mais elle ne se laisse pas intimider : « Je suis très fière de ce livre. […] je le revendique ».
Parallèlement à sa carrière littéraire, dès 1990, elle mène un combat pour le féminisme dans la société civile : elle fonde les « Caravanes civiques », un réseau d'artistes, d'intellectuels et d'activistes, ou encore le collectif « Femmes, familles, enfants ». Elle dénonce le patriarcat dans la société arabe en montrant que l'islam encourage l'égalité des sexes. De par son action, elle inspire nombre profils dont la journaliste américano-égyptienne Mona Eltahawy ou encore la figure du féminisme musulman, Amina Wadud. 
Elle reçoit en 2003, avec Susan Sontag, le prix Prince des Asturies en littérature suivi, en 2004, du prix Érasme avec le Syrien Sadek al-Azem (ar) صادق جلال العظم et le Persan Abdolkarim Soroush. Elle anime des ateliers d'écriture avec Layla Chaouni et des amateurs, des militants des droits humains, d’anciens prisonniers des « années de plomb au Maroc », des journalistes.
Fatima Mernissi meurt le 30 novembre 2015, à Rabat au Maroc.
Le 11 novembre 2019, l’université nationale autonome du Mexique (UNAM) ouvre une chaire à son nom. La cérémonie de lancement a lieu à Mexico « avec pour objectif de créer un espace institutionnel pour l’enrichissement et la diversification des activités d’enseignement, d’intégration et de rayonnement universitaires ». Dans le cadre du même accord, la philosophe mexicaine Graciela Hierro (es) obtient sa chaire extraordinaire à l’UM5.
En 2022, sort le biopic Fatema, La Sultane inoubliable (en arabe : فاطمة السلطانة التي لا تنسى) du réalisateur Mohamed Abderrahman Tazi.

## Publications
- (en) Beyond the veil : male-female dynamics in modern Muslim society, Cambridge, Schenkman Publishing Company, 1975, 132 p.; Indiana University Press, 1987 ; Saqi Books, 2011
- Sexe, Idéologie, Islam, Éditions Maghrébines, 1985 Le Fennec
- Al Jins Ka Handasa Ijtima'iya, Éditions Le Fennec, Casablanca 1987
- Le monde n'est pas un harem, édition révisée, Albin Michel, 1991
- Sultanes oubliées : femmes chefs d'État en Islam, Albin Michel / Éditions Le Fennec, 1990
- Le harem politique : le Prophète et les femmes, Albin Michel, 1987, Paperback 1992
- La Peur-Modernité : conflit islam démocratie, Albin Michel / Éditions Le Fennec, 1992
- Nissa' 'Ala Ajnihati al-Hulmt, Éditions Le Fennec, Casablanca, 1998
- Rêves de femmes : une enfance au harem, traduction Claudine Richetin, Éditions Le Fennec, Casablanca 1997 - Éd. Albin Michel, 1998. Version originale anglaise Dreams of Trespass: Tales of a Harem Girlhood (en), Perseus Books, 1994.
- Les Aït-Débrouille, Éditions Le Fennec, Casablanca, 1997 (2e édition, Édition de poche, Marsam, Rabat, 2003)
- Êtes-vous vacciné contre le harem ?, Texte-Test pour les messieurs qui adorent les dames, Éditions Le Fennec, Casablanca, 1998
- Le Harem et l'Occident, Albin Michel, 2001
- Les Sindbads marocains, Voyage dans le Maroc civique, Éditions Marsam, Rabat, 2004